# Brueelia blagovescenskyi
Brueelia blagovescenskyi är en insektsart som beskrevs av Balát 1951. Brueelia blagovescenskyi ingår i släktet draklöss, och familjen fjäderlöss. Arten är reproducerande i Sverige.